# فوئنته-توخر
فوئنته-توخر (به اسپانیایی: Fuente-Tójar) یک دهستان در اسپانیا است که در استان کوردوبا (اسپانیا) واقع شده‌است. فوئنته-توخر ۲۴ کیلومتر مربع مساحت و ۷۹۵ نفر جمعیت دارد و ۶۰۰ متر بالاتر از سطح دریا واقع شده‌است.